# Kargaja jõgi
Kargaja jõgi är ett vattendrag i östra Estland. Det ligger i Peipsiääre kommun i landskapet Tartumaa. Den är 35 km lång och är ett nordligt vänsterbiflöde till Koosa jõgi. Källan ligger vid byn Selgise och därifrån rinner ån söderut, genom byn Koosa och sjön Koosa järv innan den mynnar i Koosa jõgi 3 km för dess mynning i sjön Peipus.